# Communauté de communes entre Aire et Meuse
Die Communauté de communes entre Aire et Meuse war ein französischer Gemeindeverband mit der Rechtsform einer Communauté de communes im Département Meuse in der Region Grand Est. Sie wurde am 17. Dezember 1999 gegründet und umfasste 23 Gemeinden. Der Verwaltungssitz befand sich im Ort Villotte-sur-Aire.

## Historische Entwicklung
Mit Wirkung vom 1. Januar 2017 fusionierte der Gemeindeverband mit der Communauté de communes de Triaucourt-Vaubecourt und bildete so die Nachfolgeorganisation Communauté de communes Entre Aire et Meuse Triaucourt-Vaubécourt,
die jedoch mit Erlass vom 29. Juni 2017 auf die Bezeichnung Communauté de communes de l’Aire à l’Argonne umbenannt wurde.

## Ehemalige Mitgliedsgemeinden
1. Baudrémont
2. Belrain
3. Bouquemont
4. Courcelles-en-Barrois
5. Courouvre
6. Érize-la-Brûlée
7. Érize-Saint-Dizier
8. Fresnes-au-Mont
9. Géry
10. Gimécourt
11. Lahaymeix
12. Lavallée
13. Levoncourt
14. Lignières-sur-Aire
15. Longchamps-sur-Aire
16. Neuville-en-Verdunois
17. Nicey-sur-Aire
18. Pierrefitte-sur-Aire
19. Rupt-devant-Saint-Mihiel
20. Thillombois
21. Ville-devant-Belrain
22. Villotte-sur-Aire
23. Woimbey